# ジャクマリャ

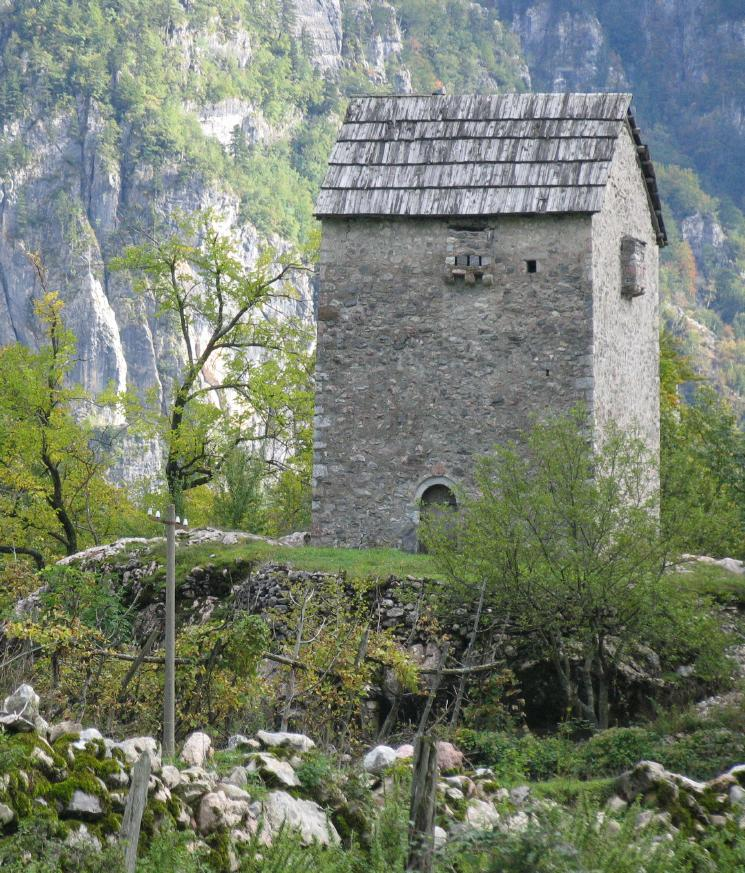
血の復讐の危険にさらされた人が避難のために使用した塔。アルバニア北部のセシ（Thethi）にて

ジャクマリャ（アルバニア語: Gjakmarrja）、ハクマリャ（アルバニア語: Hakmarrja）、あるいは血の復讐（ちのふくしゅう）、血の報復（ちのほうふく）、血讐（けっしゅう）とは、単に「カヌン」（Kanun）とも通称されるアルバニア人の氏族の歴史的な掟「レク・ドゥカジニの掟」（アルバニア語: Kanuni i Lekë Dukagjinit）の中で認められている、殺人に対して殺人で報いることを認める定め。
報告によると、ジャクマリャに基づいた報復殺人の事例が、共産主義政権崩壊に伴う秩序の崩壊によって、法による統制が失われたアルバニアの辺境部、特にアルバニア北部地方でみられる一方、コソボでは希であるとしている。アルバニア・ヘルシンキ委員会によると、報復殺人の広がりは、法治体系の機能不全が原因であると見ている。
ティラナ大学の法学の教授イスメト・エレジ（Ismet Elezi）は、カヌンで認められた血の復讐では報復による殺人を認めているが、その中では何人を殺害してもよいかを定め、女性や子供、老人に対する殺害を厳しく禁止しているという。
アルバニアの作家イスマイル・カダレは、ジャクマリャはアルバニアに固有の特徴ではなく、歴史的にはバルカン半島全域に広くあったものと考えている。カダレの小説『砕かれた四月』に基づくブラジルの映画『Abril Despedaçado』では、先祖の代より続いてきた2つの地主の家系の間での血の復讐を取上げている。映画では、舞台をアルバニアではなく1910年のブラジルの荒地としている。